# Algerische Basketballnationalmannschaft
Die algerische Basketballnationalmannschaft der Herren vertritt Algerien bei Basketball-Länderspielen. 
Sie gewann bislang bei kontinentalen Endrunden der Basketball-Afrikameisterschaft zwei Medaillen. Bei der zweiten Teilnahme gewann man 1965 eine Bronzemedaille und nach dem größten Erfolg, dem Gewinn der Silbermedaille 2001, konnte man sich im Rahmen der Weltmeisterschaften auch für die globale Endrunde im Jahr 2002 in den Vereinigten Staaten qualifizieren. Hier reichte es für die Auswahlmannschaft nach dem einzigen Sieg im letzten Spiel über Libanon zum 15. und vorletzten Platz. Für die Olympischen Spiele konnte man sich bisher nicht qualifizieren.

## WM-Teilnehmer 2002
| Spieler | Spieler                  | Spieler           | Spieler | Spieler | Spieler  | Spieler             |
| Nr.     | Name                     | Geburt            | Größe   | Info    | Einsätze | Verein              |
| ------- | ------------------------ | ----------------- | ------- | ------- | -------- | ------------------- |
|         |                          | Guards (PG, SG)   |         |         |          |                     |
| 4       | Sofiane Boulaya          | 20.03.1973        | 180     |         |          |                     |
| 6       | Farid Belhimeur          | 08.05.1984        | 182     |         |          |                     |
| 7       | Nabil Mebarki            | 08.07.1979        | 194     |         |          |                     |
| 9       | Miloud Doubal            | 02.12.1981        | 187     |         |          | Olympique d’Antibes |
| 13      | Amine Bemramdane         | 27.04.1973        | 190     |         |          |                     |
|         |                          | Forwards (SF, PF) |         |         |          |                     |
| 5       | Samir Mehenaoui          | 21.08.1964        | 198     |         |          |                     |
| 8       | Nabil El Bekeye Boudissa | 12.02.1981        | 202     |         |          |                     |
| 12      | Mourad Boughedir         | 01.10.1976        | 198     |         |          | AS Golbey Épinal    |
| 14      | Abdelhalim Sayah         | 23.08.1975        | 200     |         |          |                     |
|         |                          | Center (C)        |         |         |          |                     |
| 10      | Nasser Ramdane Haif      | 09.08.1977        | 204     |         |          |                     |
| 11      | Nadjim Ouali             | 28.02.1971        | 204     |         |          |                     |
| 15      | Tarek Oukid              | 13.12.1979        | 205     |         |          |                     |

| Trainer  | Trainer    | Trainer  |
| Nat.     | Name       | Position |
| -------- | ---------- | -------- |
| Algerien | Faid Bilal |          |

| Legende                 | Legende            |
| Abk.                    | Bedeutung          |
| ----------------------- | ------------------ |
| (C)                     | Mannschaftskapitän |
| Quellen                 |                    |
| Ligahomepage            |                    |
| Stand: 2. November 2013 |                    |

| Legende                 | Legende            |
| Abk.                    | Bedeutung          |
| ----------------------- | ------------------ |
| (C)                     | Mannschaftskapitän |
| Quellen                 |                    |
| Ligahomepage            |                    |
| Stand: 2. November 2013 |                    |

### Weitere bekannte Spieler
- Sami Ameziane (* 1979), le „Comte de Bouderbala“

## Abschneiden bei internationalen Wettbewerben
| bis 1998 – nicht qualifiziert - 2002 – 15. Platz seit 2006 – nicht qualifiziert |  | - noch nie qualifiziert |

### Afrikameisterschaften
| - 1962 – nicht teilgenommen - 1964 – nicht qualifiziert - 1965 – . Platz - 1968 – 7. Platz - 1970 – nicht teilgenommen bis 1978 – oder nicht qualifiziert - 1980 – 4. Platz - 1981 – 5. Platz - 1983 – 6. Platz - 1985 – nicht qualifiziert | - 1987 – 9. Platz - 1989 – 6. Platz - 1992 – 9. Platz - 1993 – 5. Platz - 1995 – 4. Platz - 1997 – nicht qualifiziert - 1999 – 6. Platz - 2001 – . Platz - 2003 – 7. Platz - 2005 – 4. Platz | - 2007 – nicht qualifiziert - 2009 – nicht qualifiziert - 2011 – nicht qualifiziert - 2013 – 12. Platz - 2015 – 6. Platz - 2017 – nicht qualifiziert - 2021 – nicht qualifiziert |